# Сокол (Сливенська область)
Соко́л (болг. Сокол) — село в Сливенській області Болгарії. Входить до складу общини Нова Загора.

## Населення
За даними перепису населення 2011 року у селі проживали 183 особи.
Національний склад населення села:
| Національність   | Кількість осіб | Відсоток |
| ---------------- | -------------- | -------- |
| болгари          | 163            | 95,9 %   |
| цигани           | 4              | 2,4 %    |
| турки            | 0              | 0 %      |
| інша             | 0              | 0 %      |
| не визначились   | 3              | 1,8 %    |
| Всього відповіли | 170            |          |

Розподіл населення за віком у 2011 році:
Динаміка населення: